# Maria Caspar-Filser
Maria Caspar-Filser (Riedlingen, 7 agosto 1878 – Brannenburg, 12 febbraio 1968) è stata una pittrice tedesca.

## Biografia
Nata nel Regno di Württemberg, Maria Caspar-Filser studiò all'Accademia delle belle arti di Stoccarda e all'Accademia delle belle arti di Monaco di Baviera. Nel 1907 sposò il pittore Karl Caspar, suo vicino e amico d'infanzia. Nel 1909 entrò a far parte della Deutscher Künstlerbund e nel 1925 divenne la prima pittrice tedesca a diventare professoressa in accademia. Tre anni più tardi esibì le proprie opera alla Biennale di Venezia. L'opera della Caspar-Filser si concentra prevalentemente su giardini e soggetti floreali e il suo stile fu influenzato sia dall'impressionismo che dall'espressionismo.
I nazisti la consideravano un'artista degenerata e nel 1933 perse la cattedra. Nel 1936 la Neue Pinakothek rimosse le sue opere dalle proprie pareti e nel 1937, in seguito alla mostra d'arte degenerata, i dipinti dell'artista furono rimossi da tutti i musei e le gallerie tedesche; molti di essi furono distrutti pubblicamente.
La sua carriera tornò a migliorare dopo la Seconda guerra mondiale: nel 1948 espose nuovamente alla Biennale, nel 1950 fu tra i fondatori della nuova Deutscher Künstlerbund e nel 1951 divenne membro dell'Accademia d'arte di Baviera. Nel 1959 fu la prima pittrice ad essere insignita dell'Ordine al merito di Germania e due anni più tardi ricevette la Medaglia della città di Parigi al Musée National d'Art Moderne.